# Doctrina Guani
La Doctrina Guani fue una resolución panamericanista formulada el 22 de diciembre de 1943 por el vicepresidente del Uruguay Alberto Guani, apoyado por Estados Unidos, en su condición de presidente del Comité para la Defensa Política creado por la Tercera Reunión de Consulta de Ministros de Relaciones Exteriores de América (Conferencia de Río de Janeiro) de 1942.
La Doctrina Guani establecía que:

Cualquier gobierno establecido por la fuerza durante la guerra no debía ser reconocido hasta que los demás países americanos hubieren celebrado consultas para decidir si este parecía dispuesto a cumplir compromisos internacionales y si además era de inspiración autóctona.

La Doctrina Guani inauguró una serie de posiciones intervencionistas impulsadas por Estados Unidos a partir de la Segunda Guerra Mundial inspiradas en el concepto de «seguridad continental», con el fin de mantener la unidad de los países latinoamericanos.